# Primerose (film)
Pour les articles homonymes, voir Primerose.
Pour plus de détails, voir Fiche technique et Distribution.
Primerose est un film français réalisé par René Guissart, sorti en en 1934.
Il s'agit d'une adaptation du roman et de la pièce de théâtre éponymes de Robert de Flers et Gaston Arman de Caillavet.

## Synopsis
Jolie jeune femme à la nature indépendante et frivole, Primerose aime son ami d'enfance, Pierre. Mais le jeune homme se débat dans d'inextricables tracas financiers qui vont le conduire à la ruine. Ne souhaitant pas entraîner sa compagne dans une vie dérisoire, il rompt. Désespérée, Primerose entre au couvent par sacrifice et intégrité amoureuse, jurant qu'aucun autre homme ne saurait partager sa vie. Pourtant, quelque temps plus tard, l'engagement religieux est dissous et Pierre peut retrouver son aimée et enfin laisser parler son cœur.

## Fiche technique
- Titre : Primerose
- Réalisation et adaptation : René Guissart, assisté de Robert Vernay
- Scénario et dialogues : Henri Falk, d'après l'œuvre de Robert de Flers et Gaston Arman de Caillavet
- Direction artistique : Lazare Meerson
- Décors : Lazare Meerson
- Photographie : René Colas, André Thomas
- Montage : André Versein
- Musique : Marcel Lattès
- Sociétés de production :  Films Sonores Tobis, Vedettes Françaises Associées
- Pays d'origine :  France
- Langue : français
- Format : Noir et blanc - 35 mm - 1,37:1  - Son mono
- Genre : Film dramatique
- Durée : 80 minutes (1 h 20)
- Dates de sortie : 
  - France : 23 février 1934

## Distribution
- Madeleine Renaud : Primerose
- Henri Rollan : Pierre de Lancey
- Marguerite Moreno : Mme de Sermaize
- Georges Mauloy : le cardinal de Mérance
- Georges Cahuzac
- Robert Ozanne
- Marcel Vidal
- Henri de Livry
- Peggy Bonny
- Renée Dennsy : Donatienne
- Pierre Moreno : le facteur amoureux
- Henri Beaulieu : le comte de Plélan
- Nadine Picard : la mondaine
- Lucienne Parizet : la divorcée
- Katia Lova : une parente